# Rhizophysa filiformis
Rhizophysa filiformis is een hydroïdpoliep uit de familie Rhizophysidae. De poliep komt uit het geslacht Rhizophysa. Rhizophysa filiformis werd in 1775 voor het eerst wetenschappelijk beschreven door Forskål. 